# Нойштадт-ан-дер-Вальднаб (район)
Нойштадт-ан-дер-Вальднаб (нем. Neustadt an der Waldnaab) — район в Германии. Центр района — город Нойштадт-ан-дер-Вальднаб. Район входит в землю Бавария. Подчинён административному округу Верхний Пфальц. Занимает площадь 1429,89 км². Население — 99 672 чел. Плотность населения — 70 человек/км².
Официальный код района — 09 3 74.
Район подразделяется на 38 общин.

## Административное устройство

### Городские общины
1. Виндишэшенбах (5515)
2. Графенвёр (6921)
3. Нойштадт-ам-Кульм (1332)
4. Нойштадт-ан-дер-Вальднаб (6014)
5. Плайштайн (2659)
6. Прессат (4620)
7. Фоэнштраус (7715)
8. Эшенбах-ин-дер-Оберпфальц (3994)

### Ярмарочные общины
1. Вайдхаус (2451)
2. Вальдтурн (2133)
3. Кирхентумбах (3347)
4. Кольберг (1254)
5. Лойхтенберг (1305)
6. Луэ-Вильденау (3489)
7. Мантель (2985)
8. Мосбах (2533)
9. Паркштайн (2327)
10. Теннесберг (1550)
11. Флос (3559)
12. Эсларн (2970)

### Сельские общины
1. Альтенштадт-ан-дер-Вальднаб (5012)
2. Бехтсрит (1063)
3. Вайерхаммер (3987)
4. Георгенберг (1450)
5. Ирхенрит (1155)
6. Кирхендеменройт (911)
7. Пирк (1867)
8. Пюхерсройт (1650)
9. Тайссайль (1214)
10. Трабиц (1400)
11. Флоссенбюрг (1753)
12. Форбах (1057)
13. Ширмиц (2113)
14. Шламмерсдорф (909)
15. Шварценбах (1145)
16. Шпайнсхарт (1148)
17. Штёрнштайн (1504)
18. Этценрихт (1661)

### Объединения общин
1. Административное сообщество Вайерхаммер
2. Административное сообщество Кирхентумбах
3. Административное сообщество Нойштадт-ан-дер-Вальднаб
4. Административное сообщество Плайштайн
5. Административное сообщество Прессат
6. Административное сообщество Теннесберг
7. Административное сообщество Ширмиц
8. Административное сообщество Эшенбах

## Население
По оценке на 31 декабря 2015 года население района Нойштадт-ан-дер-Вальднаб составляет 95 078 чел. 

| Дата      | 1840  | 1871  | 1900  | 1925  | 1939  | 1950  | 1961  | 1970  | 1987  | 2011  |
| --------- | ----- | ----- | ----- | ----- | ----- | ----- | ----- | ----- | ----- | ----- |
| Население | 58312 | 60796 | 60983 | 66283 | 69880 | 90904 | 87776 | 92397 | 91792 | 96316 |

| Год       | 1960  | 1970  | 1980  | 1990  | 2000   | 2009  | 2010  | 2011  | 2012  | 2013  | 2014  | 2015  |
| --------- | ----- | ----- | ----- | ----- | ------ | ----- | ----- | ----- | ----- | ----- | ----- | ----- |
| Население | 88060 | 92467 | 90498 | 96153 | 101011 | 97791 | 97211 | 96094 | 95849 | 95447 | 95184 | 95078 |

## Внешние ссылки
- Официальная страница (нем.)